# Чуюнчи (приток Такелги)
Чуюнчи — река в России, протекает по Давлекановскому району республики Башкортостан. Длина реки составляет 15 км.
Начинается к западу от села Чуюнчи. Протекает сквозь него, течёт в общем восточном направлении по открытой местности. В среднем течении на реке стоит село Чуюнчи-Николаевка, в низовьях — Филипповка. Устье реки находится в 7,9 км по левому берегу реки Такелга.

## Данные водного реестра
По данным государственного водного реестра России относится к Камскому бассейновому округу, водохозяйственный участок реки — Белая от водомерного поста села Охлебино до города Уфы, без рек Уфы (от истока до посёлка городского типа Шакши) и Дёмы (от истока до водомерного поста у деревни Бочкарёвки), речной подбассейн реки — Белая. Речной бассейн реки — Кама.
Код объекта в государственном водном реестре — 10010201412111100019972.